# Dores do Rio Preto
Dores do Rio Preto is een gemeente in de Braziliaanse deelstaat Espírito Santo. De gemeente telt 6.293 inwoners (schatting 2009).

## Aangrenzende gemeenten
De gemeente grenst aan Divino de São Lourenço, Guaçuí, Ibitirama, Caiana (MG), Espera Feliz (MG) en Porciúncula (RJ).

## Verkeer en vervoer
De plaats ligt aan de wegen BR-482/ES-482 en ES-190.